# رالف إريزاري
رالف إريزاري (بالإنجليزية: Ralph Irizarry)‏ هو فنان إيقاعي أمريكي، ولد في 18 يوليو 1954 في هارلم الشرقية ‏ في الولايات المتحدة.

## وصلات خارجية
- الموقع الرسمي